# Трубопровідне транспортування високов'язких нафт
Трубопровідне транспортування високов'язких нафт — транспорт в'язких нафт з в'язкістю понад 30 мПа∙с.

## Акиуальність і загальна характеристика
Запаси вʼязких нафт становлять приблизно 1 трлн тонн і перевищують обсяг залишкових видобутих запасів нафти малої і середньої в'язкості більш ніж у п'ять разів.
В'язкість нафти, особливо нафт із великим вмістом парафінів або смол, створює серйозні труднощі для її транспортування через трубопроводи, оскільки вона може призвести до високих енергетичних витрат та зниження пропускної здатності трубопроводів.
Транспортування в'язких нафт має кілька важливих аспектів:
- Зниження швидкості потоку: В'язка нафта має схильність до утворення "густих" мас, які трудно перекачуються через труби без додаткових зусиль.
- Низька пропускна здатність: При високій в'язкості значно зростають втрати тиску в трубопроводах, що знижує ефективність транспортування.
- Небезпека застигання: У випадку низьких температур може відбутися застигнення нафти, що повністю блокує її рух.

## Способи транспортування високов'язких нафт
Для транспортування високов'язких і високозастивающіх нафт застосовують такі способи: 
1) гідротранспорт нафт;
2) перекачування з розчинниками; 
3) перекачування термооброблених нафт; 
4) перекачування нафт з присадками; 
5) перекачування попередньо підігрітих нафт; 
6) інші способи.

### 1) ГІДРОТРАНСПОРТ НАФТ
Спільне перекачування в'язких нафт з водою є одним з ефективних способів транспортування. Існує кілька варіантів гідротранспорту нафти з водою. Перший спосіб. У трубопровід одночасно закачують воду і в'язкий нафтопродукт таким чином, щоб нафтопродукт рухався всередині водяного кільця. Щоб не нафта не спливала у водяному кільці, потоку надають обертання застосуванням «спіральних» труб. Такі труби на внутрішній поверхні мають гвинтову нарізку заводського виготовлення або приварені металеві смуги (дріт) необхідних розмірів. Спіральна нарізка викликає обертання рухомого потоку, внаслідок чого виникають відцентрові сили, що відкидають більш важку воду до стінок труби. Оскільки потік в основній своїй частині складається з нафти, то різко зростає витрата рідини при малих витратах енергії в порівнянні з перекачуванням самої холодної в'язкої нафти. Таким способом можуть перекачуватися нафти, що мають густину нижче, ніж вода. Поділ води і нафти на кінцевому пункті проводиться будь-яким відомим методом (хімічним способом, термічним, відстоєм та ін.).
Наступний спосіб гідротранспорту — це пошарове перекачування нафти і води. Зменшення гідравлічного опору трубопроводу відбувається в зв'язку з тим, що нафта контактує не з нерухомою стінкою, а з рухомим потоком води. Перекачування нафти і води без зміни структури потоку. Утворюється водяне кільце, всередині якого ковзає водонафтова суміш. Це знижує втрати на тертя при перекачуванні.
Поширення цей спосіб не набув через складність виготовлення гвинтових нарізок на внутрішній поверхні труби. Крім того, після відкладення парафіну нарізки засмічуються. При запарафінуванні нарізок водяне кільце біля стінки не формується, що погіршує параметри прокачування.
Інший спосіб полягає в утворенні суміші нафти з водою. Коли утворюється суміш типу нафта у воді (Н / В), частки нафти оточені водяною плівкою і контакту нафти з внутрішньою поверхнею труби не відбувається. При різкому зменшенні швидкості перекачування і температури емульсія типу Н / В може перейти в зворотну — типу «вода в нафті» (В / Н). Така емульсія має в'язкість навіть більшу, ніж вихідна нафту. Стійкість емульсії типу Н / В залежить від багатьох факторів, В результаті експериментальних досліджень було встановлено, що мінімальна кількість води має бути близько 30 % загального обсягу транспортується суміші.
Недоліком даного способу транспортування є небезпека інверсії фаз, тобто перетворення емульсії «нафта у воді» в емульсію «вода в нафті». Це може статися при зміні швидкості або температури перекачування.
Гідротранспорт такого типу успішно застосовується на магістральному нафтопроводі в Індонезії. Таким способом транспортується нафта по магістральному нафтопроводу Танджунг-Баликпапан діаметром 508 мм, довжиною 238 км і продуктивністю 3,7 млн. Але температурні режими транспортування суміші Н/В показують, що оскільки нафта перебуває у воді в застиглому стані, доцільніше говорити не про емульсію, а про суспензію Н/В.

### 2) ПЕРЕКАЧУВАННЯ З РОЗЧИННИКАМИ
Досить ефективним і доступним способом поліпшення реологічних властивостей високов'язких і високозастигаючих нафт є застосування вуглеводневих розріджувачів. У ролі розчинника може бути газовий конденсат і малов'язкі нафти.

### 3) ПЕРЕКАЧКУ ТЕРМООБРОБЛЕНИХ НАФТ
Наступний спосіб — термообробка або теплова обробка високопарафінистої нафти. Вона являє собою нагрів нафти до температури, що перевищує температуру плавлення парафінів, і подальше охолодження із заданою швидкістю, щоб поліпшити реологічні властивості.
Відомо, що поліпшення реологічних властивостей нафт пов'язано з внутрішніми змінами в них, що відбуваються внаслідок термообробки. При природному охолодженні парафінистих нафт утворюється кристалічна парафінова структура, яка надає нафті твердість. Міцність структури виявляється тим більше, чим вище концентрація парафіну в нафті. При нагріванні нафти до температури, що перевищує температуру плавлення парафінів, відбувається їх повне розчинення. При подальшому охолодженні нафти парафіни кристалізуються. Реологічні параметри термообробленої нафти з часом погіршуються і виходять на вихідні значення до нагрівання.

### 4) ПЕРЕКАЧУВАННЯ НАФТ З ПРИСАДКАМИ
Депресорні присадки досить тривалий час застосовуються для зниження температури застигання масел, але для нафт вони малоефективні. Щоб поліпшити реологічні властивості, слід застосовувати спеціально отримані присадки. Присадки є парафіноподібна маса, яка рухлива при 50—60°C. Це беззольні сополімери етилену і присадки на базі складних ефірів метакрилової кислоти.

### 5) ПЕРЕКАЧУВАННЯ ПОПЕРЕДНЬО ПІДІГРІТИХ НАФТ
Найбільш поширеним нині способом трубопровідного транспорту високов'язких нафт є перекачування з підігрівом або так зване «гаряче перекачування». Для цього способу транспортування резервуари облаштовують системою підігріву нафти. Нафту нагрівають до температури, за якої допустиме її відкачування підпірними насосами. Вони прокачують нафту через додаткові підігрівачі і перекачують на прийом основних насосів. Далі нафту закачують у магістральний трубопровід. Трубопроводи, в яких нафту підігрівають на всьому шляху перекачування, називаються «гарячими».
Нафта остигає за рахунок теплообміну з навколишнім середовищем, поки рухається по трубопроводу. Для запобігання застигання необхідна установка додаткових пунктів обігріву через кожні 25—100 км. «Гаряче перекачування» є найбільш поширеним і вивченим способом з низки причин: найбільш проста й відпрацьована технологія. Одним з головних є висока енергоємність. Це пов'язано з тим, що як паливо при підігріві використовується сама ж транспортована рідина — нафта, мазут тощо.

### 6) ІНШІ СПОСОБИ
Нетрадиційний спосіб зміни в'язкості нафти — кавітаційний вплив. Для виникнення кавітації в трубопроводі розміщують порожнистий циліндричний корпус змінного перерізу. Наслідком високоамплітудних коливань у рідині є утворення кавітаційних бульбашок з високою швидкістю. За рахунок бульбашок знижується в'язкість нафти. Експериментальними даними показано, що в'язкість нафти була знижена на 35 %. Головним недоліком цієї системи є інтенсивний кавітаційний знос робочих поверхонь пристроїв, які створюють кавитаційні бульбашки. Регулювати інтенсивність кавітаційної обробки вкрай складно. Розміри бульбашок, що утворюються в таких пристроях, слабо піддаються регулюванню.